# Perigonia jamaicensis
Perigonia jamaicensis là một loài bướm đêm thuộc họ Sphingidae. Nó sống ở Jamaica.
Nó giống với Perigonia lusca lusca.